# Ál/Arc
Az Ál/Arc (angolul Face/Off) című film egy 1997-es Oscar-díjra jelölt amerikai akciófilm, amit John Woo rendezett. A főszerepben John Travolta és Nicolas Cage látható mint Sean Archer és Castor Troy. Olyan örök riválisokat játszanak, akik egymás arcát öltik magukra.
A filmet a közönség és a kritika is Woo legsikeresebb alkotásának értékelte. Tartalmazza Woo stílusjegyeit, mint például a lassítások és az általa kitalált hősies vérontás. Ez volt Woo első olyan hollywoodi filmje, amiben teljes szabadságot adtak neki a megvalósításhoz, és melyet a kritikusok és a közönség is jól fogadott. Az Ál/Arc világszerte 245 millió dolláros bevételt hozott.

## Cselekmény
|  | Alább a cselekmény részletei következnek! |

A film elején Sean Archer, a terrorista-elhárítás egyik ügynöke éppen 5 éves kisfiával, Michaellel ül egy körhintán és nagyon jól érzik magukat. Nem messze tőlük a hírhedt alvilági bűnöző, Castor Troy előkészíti mesterlövész-puskáját, célba veszi Archert, és rálő (Seant bízták meg a gengszter elkapásával, ezért akarja az eltenni láb alól). A merénylet azonban nem a tervezett módon sül el: Archer egy könnyebb sérülést szerez a mellkasán (a szíve mellett), fiának viszont a fejét éri a golyó, így a kis Michael a helyszínen azonnal meghal.
6 évvel később Archer ügynök még mindig elkeseredetten nyomoz a fia gyilkosa után, aki jelenleg titokban egy bombával fenyegeti Los Angeles városát. Egy nyomasztó reggelen azonban váratlan dolog történik. Archer munkatársa, Tito ront be hozzá, és meglepő hírt közöl: sikerült Castor Troy és az öccse, Pollux nyomára akadni, méghozzá egy repülőtéren.
A fejleményeket hallva Sean nem sokat tétovázik: FBI-ügynökök és rendőrök tucatjaival az oldalán indul a helyszínre. Mikor a repülőtérre érnek, Castor és Pollux éppen egy magánrepülővel próbálnak elmenekülni, ám Archer vakmerő közbelépésével a földön ragadnak (egy helikopterrel ránehezedik a repülő szárnyára, így az képtelen fölszállni).  Miután Sean kilövi a gép egyik motorját is, a jármű irányíthatatlanná válik, és végül egy közeli raktár falába ütközik. A rendőrök bekerítik őket, ám Castor és öccse kirontanak a gépből, majd pisztollyal a kezükben rengeteg ügynököt és rendőrt megölnek vagy megsebesítenek. Polluxot hamar elfogják, bátyja viszont elszánt harcba kezd Archerrel a raktárban. A pisztolypárbaj meglepő módon ér véget: Castort beszívja egy repülőgép turbinája, és fejsérülése miatt látszólag életét veszti. A történtek után Seant odahaza mindenki hősként ünnepli, ám ő maga nem kér a dicsőségből, hisz elesett bajtársait gyászolja.
Archert és Titot ezután felkeresi a Különleges Ügyosztály egyik ügynöke, Hollis Miller, és átad nekik egy lemezt, amit Pollux Troy táskájában találtak. A lemezen egy nagy hatóerejű biológiai fegyver műszaki leírása látható, ami nem más mint a Castor által beindított bomba. Sean azonnal kihallgattatja Polluxot a bomba hollétéről, mivel ő az egyetlen, aki tudhatja, hol van elrejtve, ám az nem hajlandó beszélni. Miller ezután megemlíti, hogy lenne egy másik megoldás is, majd elviszi Archert Titoval együtt a munkahelyére. Itt elmondja nekik, hogy Castor Troy nem halt meg, csupán kómába esett, és megmutatja nekik annak testét. Ekkor toppan be egy profi plasztikai sebész, Dr. Malcolm Walsh is, aki Millerrel együtt lehetetlennek tűnő tervet eszelt ki: ha Archer beleegyezne, akkor egy rendkívül modern eljárással leoperálnák a férfi arcát, és a helyébe Castor Troy-é kerülne, valamint a testén is megváltoztatnának néhány dolgot. Így a börtönbe bejutva megtudhatná Polluxtól, hogy hol van a várost fenyegető bomba, majd visszacsinálnák az egészet. Sean először hevesen tiltakozik, ám végül mégis belátja, hogy ez az egyetlen megoldás.
Bár Sean nem árulhatja el a családjának, hogy mire készül, este elbúcsúzik tőlük: tinédzser lányától, Jamie-től, és feleségétől, Eve-től. Másnap Sean, a nagy esemény előtt legjobb barátjára, Titóra bízza a jegygyűrűjét, hogy vigyázzon rá, és megkéri Dr. Walsht, hogy majd a küldetés után varrja vissza mellkasára azt a bizonyos sebhelyet, amit 6 éve, a fia meggyilkolásakor kapott. A műtét elkezdődik…
Néhány óra múlva amikor Sean fölébred az altatásból és tükörbe néz, megdöbbenten látja, hogy teljesen úgy néz ki, mint Castor Troy, csak a hangja az eredeti, ami alaposan feldühíti. Később a hangját is megváltoztatják, majd egy helikopterrel abba a börtönbe szállítják, amelyben Pollux Troy is raboskodik.
Érkezésekor az őrök egy speciális, mágneses, nyomkövetővel felszerelt vascsizmát szerelnek Sean lábára, majd berakják a többi fogoly közé. A börtön csarnokában Sean belebotlik Castor néhány régi riválisába, akik rövidesen verekedésbe bonyolódnak vele, de Sean egymaga intézi el ellenfeleit. Másnap végre sikerül beszélnie Polluxszal, és megtudja, hogy a bomba a Kongresszusi Központban van elrejtve, majd a szükséges információval a birtokában visszavonul a cellájába.
Megkönnyebbülése azonban nem tart sokáig, mivel hamarosan váratlan látogatója érkezik: a Sean Archer bőrébe bújt Castor Troy. Castor elmondja, hogy felébredt a kómából, magára operáltatta Archer arcát, és megölt minden embert, aki tudott erről a bizonyos akcióról. Ezenkívül pedig átvette Archer helyét a munkahelyén és a családjában is.
Seant sokkolóan éri a tény, miszerint soha nem fogják megtudni, hogy ő nem az akinek látszik és börtönben fog raboskodni élete végéig, ezért elhatározza, hogy megszökik. Első lépésnek azt tervezi, hogy megszabadul a mágneses csizmájától, amit azonban csak az elektrosokk-terápiás helyiségben vesznek le. Seannak feltett szándéka oda bejutni, ezért az egyik őrnél kiprovokálja magának azt, egy kis erőszakos jelenettel. A borzalmas légkörű helyiségben megvárja amíg leveszik róla a csizmát, majd mielőtt rákötnék a gépekre, egy rögtönzött manőverrel sikerül kivágnia magát a szorult helyzetből. A börtönben ezt követően hatalmas zűrzavar lesz úrrá, miközben az őrök Seant próbálják elkapni. Archernek az egyik rabtársa, Dubov segítségével sikerül megszöknie, de ahhoz kénytelen több őrt is megsebesíteni. Egy vészkijáraton át sikerül távoznia, ami a tetőre nyílik, ám ekkor olyasmit vesz észre amire semmiképp sem számított: a börtön a tengerre épült, ezért kénytelen úszva visszatérni Los Angelesbe.
Mindeközben persze Castor sem tétlenkedik: kihozatja öccsét a börtönből, majd eljátsszák a saját bombájuknak megtalálását. Troy sikert sikerre halmoz az új munkájában, valamint elmélyíti kapcsolatát Archer feleségével és lányával. Az utóbbinak egy tőrt ajándékoz és annak használatára is megtanítja. Mikor értesül róla, hogy Archer kiszabadult a börtönből, és visszatért a városba, a hatóságokkal és Pollux-szal a nyomába ered.
Sean eközben kénytelen meglátogatnia Castor egyik legjobb barátját, Dietrich Hasslert és annak bűnbandáját, ahol szállást is kap estére. Mikor a helyszínen éjszaka találkozik Dietrich húgával, Sashával (aki Castor barátnője) és annak 5 éves kisfiával, Adammel, kísérteties hasonlóságot fedez fel a gyermek és az ő meggyilkolt fia között. Ekkor váratlanul kommandósok törnek be a házba Castor vezetésével, és hatalmas lövöldözés, valamint vérfürdő veszi kezdetét. A hosszasan elhúzódó tűzharcban Dietrich és bandájának tagjai meghalnak a kommandósok többségével együtt. Sasha és fia elmenekülnek, Sean pedig Castorral kezd ismét pisztolypárbajba. Végül Archer futni kényszerül, és a tetőn át sikerül is kereket oldania, ám előtte még lelöki onnan Pollux-ot, aki a zuhanástól szörnyethal.
Másnap Castor Archer irodájában gyászolja öccsét, amikor a főnök, Victor Lazzaro lép be hozzá, és kritizálni kezdi. Amikor Castor már nem bírja idegekkel a dolgot föláll, és Lazarro fülébe súgja valódi kilétét, majd a földhöz löki a rendőrfőnököt, aki ekkor szívrohamot kap és rövidesen meg is hal. Ezalatt Sean felkeresi otthonában feleségét, Eve-et, és elmondja neki, mi történt vele az elmúlt néhány napban. Eve először nem akar hinni neki, viszont Sean megkéri, hogy vizsgálja meg a férjének hitt Castor vércsoportját, hiszen az nem egyezik az övével. A megérzésére hallgatva este Eve egy tűvel mintát vesz Castor véréből, és munkahelyére, a kórházba megy, ahol megvizsgálja azt. Az eredményt látva a nő most már mindent elhisz amit a férje mond, ám egyelőre nem mer nyíltan fellépni Castor ellen.
Másnap elérkezik a végső megütközés órája, méghozzá Victor Lazarro temetésének napján. A gyászszertartáson Archer és Castor is részt vesz, majd esemény után a két fél ismét szemtől szembe találja magát egymással, és immár harmadszor kezdenek heves tűzharcba. Hirtelen azonban megjelenik a helyszínen Sasha Hassler, és Castor két cinkosa is, akik Archer feleségét és lányát hozzák túszként. Sasha bosszút akar állni az Archernek hitt Castoron a bátyja haláláért, ezért tűzharcot kezdeményez. A felek közti újabb lövöldözés végére azonban Sasha és a két bűnöző életét veszti, Castor pedig megpróbál elmenekülni, de Sean elszántan üldözni kezdi a temetőben. Mikor kettejük harcába Archer lánya, Jamie is véletlenül beleavatkozik, Castor elfogja, de Jamie a még tőle kapott tőrrel súlyos lábsérülést okoz Castornak, és kiszabadul. A hajsza ezután a temető kapuin kívül folytatódik hosszas, motorcsónakokos üldözéssel a tengeren, majd a végső leszámolásra egy kikötőben kerül sor: Sean és Castor itt kézitusába kezdenek, amiben aztán Sean kerekedik felül és sarokba szorítja ellenfelét. Castor ekkor kénytelen belátni, hogy veszített, de az utolsó erejéből még megpróbálja elcsúfítani Archer arcát egy éles fémdarabbal, ám nem sikerül neki, mert Sean egy szigonypuskával végez vele.
A történtek után Sean visszakapja régi arcát és életét, és Sasha végakarata szerint családjával örökbe fogadja annak kisfiát.
|  | Itt a vége a cselekmény részletezésének! |

## Közreműködtek

### Szereplők
| Szereplő                            | Színész                      | Magyar hang                |
| ----------------------------------- | ---------------------------- | -------------------------- |
| Sean Archer                         | John Travolta / Nicolas Cage | Csankó Zoltán / Józsa Imre |
| Castor Troy                         | Nicolas Cage / John Travolta | Józsa Imre / Csankó Zoltán |
| Dr. Eve Archer                      | Joan Allen                   | Vándor Éva                 |
| Pollux Troy                         | Alessandro Nivola            | Dévai Balázs               |
| Sasha Hassler                       | Gina Gershon                 | Farkasinszky Edit          |
| Jamie Archer                        | Dominique Swain              | Molnár Ilona               |
| Victor Lazarro                      | Harve Presnell               | Bitskey Tibor              |
| Dietrich Hassler                    | Nick Cassavetes              | Sinkovits-Vitay András     |
| Tito Biondi                         | Robert Wisdom                | Kálid Artúr                |
| Hollis Miller                       | CCH Pounder                  | Kocsis Mariann             |
| Dr. Malcolm Walsh                   | Colm Feore                   | Csuha Lajos                |
| Walton börtönőr                     | John Carroll Lynch           | Bácskai János              |
| Ivan Dubov                          | Chris Bauer                  | Imre István                |
| Wanda                               | Margaret Cho                 | ?                          |
| Buzz                                | Jamie Denton                 | Dózsa Zoltán               |
| Loomis                              | Matt Ross                    | Albert Gábor               |
| Burke Hicks                         | Thomas Jane                  | Mikula Sándor              |
| Karl                                | Danny Masterson              | Minárovits Péter           |
| Fitch                               | Paul Hipp                    | Beratin Gábor              |
| Aldo                                | Kirk Baltz                   | Bicskey Lukács             |
| Leo                                 | Tommy J. Flanagan            | –                          |
| Lars                                | Dana Smith                   | –                          |
| Michael Archer                      | Myles Jeffrey                | –                          |
| Adam Hassler                        | David McCurley               | ?                          |
| Winters ügynök                      | Lauren Sinclair              | ?                          |
| Kimberly                            | Romy Walthall                | ?                          |
| Cindee                              | Lisa Boyle                   | ?                          |
| Livia                               | Linda Hoffman                | ?                          |
| magánrepülőgép pilótája             | Ben Reed                     | Rudas István               |
| pap a temetésen                     | Michael Rocha                | Vizy György                |
| tűzszerész parancsnok               | David Warshofsky             | Lázár Sándor               |
| tűzszerész                          | John Neidlinger              | R. Kárpáti Péter           |
| ministráns a temetésen              | Andrew Wallace               | Előd Álmos                 |
| További magyar hangok: Pálfai Péter |                              |                            |

### Stáb
| Rendezte            | John Woo                                                            |
| Forgatókönyvet írta | Mike Werb, Michael Colleary                                         |
| Fényképezte         | Oliver Wood                                                         |
| Diszlettervező      | Garrett Lewis                                                       |
| Jelmeztervező       | Ellen Mirojnick                                                     |
| Zene                | John Powell                                                         |
| Producer            | Terence Chang, Christopher Godsick, Barrie M. Osborne, David Permut |
| Executive Producer  | Michael Douglas, Jonathan D. Krane, Steven Reuther                  |
| Látványtervező      | Neil Spisak                                                         |
| Vágó                | Steven Kemper, Christian Wagner                                     |

## Karakterek
Sean Archer: FBI ügynök, akinek csak az a cél lebeg a szeme előtt, hogy elkapja  fia gyilkosát, Castor Troy-t. Miután Castor kómába esik egy sikeres akció végén, Sean egy műtét segítségével magára ölti ősellensége arcát, hogy egy létfontosságú információt megtudhasson Castor öccsétől. A dolgok azonban máshogy alakulnak, Seannak pedig utána már azért kell küzdenie, hogy megvédje a becsületét, és visszavegye az életét a kómából felébredt Castortól, aki Archer arcával szabadlábon jár.
Castor Troy: Hírhedt terrorista, aki évekkel ezelőtt megölte Sean fiát, most pedig egy bombával fenyegeti a várost. Amikor kómába esik egy baleset következtében, Archer átmenetileg "kölcsönveszi" az arcát. Troy azonban felébred a kómából, és követelné vissza az arcát, ám inkább Seanét ölti magára, és átveszi gyűlölője szerepét annak életében.
Dr. Eve Archer: Doktornő, Sean felesége. Ő is legalább annyira nehezen viseli a fia elvesztését, mint a férje. Mivel Sean nem avatja be az arcátültetős akciójába, ezért Eve nem is sejti hogy amíg az igazi férje börtönben raboskodik, addig ő valójában a fia gyilkosával fekszik egy ágyban. Ezért is éri olyan sokkolóan, amikor az igazi Sean titokban felkeresi és vérvizsgálattal bebizonyítja, hogy egyikük sem az, akinek látszik.
Pollux Troy: Castor öccse, paranoid személyiségzavarban szenved: senkiben sem bízik, a bátyján kívül. A betegségéből adódóan zárkózottabb természetű, mint Castor, de a bűnre ugyanolyan fogékony. Sean tőle tudja meg, hogy hol van elrejtve a várost fenyegető bomba. Polluxot azonban kihozza az igazi bátyja a börtönből, majd ketten eljátsszák a saját ördögi tervük meghiúsítását. Pollux Castor egyik magánakciója során veszti életét, amikor Sean lelöki egy háztetőről.
Sasha Hassler: Castor volt barátnője. A kisfia, Adam, akinek Castor az apja, megszólalásig hasonlít Sean elhunyt fiára. Amikor Sasha a Sean és Castor közti végső összecsapás során meghal, a fiát a végakarata szerint Seanra bízza, mivel ő sincs tisztában a két ellenség valódi kilétével.

## Produkció
Az Ál/Arc legelső forgatókönyv-vázlatával Mike Werb és Michael Colleary már 1990-ben házalt a stúdióknál, mielőtt a hongkongi rendezőt, John Woo-t bevonták volna a projektbe.
Eredetileg a film a távoli jövőben játszódott volna, a két főszerepet pedig Arnold Schwarzenegger és Sylvester Stallone játszotta volna. Ezután Harrison Ford-ra és Michael Douglas-re gondoltak a producerek, majd mikor a forgatás elkezdődött, Michael Douglas volt a film executive producere. A két író, Werb és Colleary a Megszállottság (1949) és a Második lehetőség (1966) című filmeket használták inspirációnak.
Mikor szóba került a rendező személye, azonnal Woo-t keresték meg, ő azonban először visszautasította a felkérést, mivel nem adtak neki elég szabadságot és kreativitást a film elkészítéséhez. Később, mikor a stúdió mégis beleegyezett, Woo az egyik szerepre John Travoltát jelölte ki, aki korábbi filmjében, a Rés a pajzsonban szerepelt (később Cage szintén játszott Woo másik filmjében, A fegyverek szavában). Mivel a rendező szabad kezet kapott, lehetősége nyílott kitérni a pszichológiai elemekre, melyek a két ellenfél, valamint „Archer” és családja közötti viszonyt befolyásolják.
A gyártási költség 80 millió dollár volt, így a koordinátoroknak és a speciális effektusok csoportjának lehetősége nyílt kemény, látványos és véres jeleneteket csinálni. A film egészét Los Angelesben forgatták. A jelenetekben feltűnnek Woo gyakran használt stílusjegyei, mint például az akciók közbeni lassított felvételek.
A filmbeli terrorista testvérek, Castor és Pollux a görög mitológiában Kasztór és Polüdeukész, az Ikrek csillagkép két legfényesebb csillaga, Zeusz és Léda közös gyermeke. A fivérek együtt küzdöttek a trójai háborúban (ld.: Troy vezetéknév). Anyjuk, Léda a trójai Heléna anyja volt. Polüdeukész halhatatlan volt, Kasztór halandó. Az apjuk megengedte nekik, hogy napokat töltsenek az alvilág és az Olümposz között, mert megsajnálta őket, emellett Zeusz Kasztórnak adta fivére fél halhatatlanságát, mert tudta, hogy a fivérek nem viselik el, ha a halál elválasztja őket.
A film végénél látható lövöldözés a templomban Woo korábbi filmjéhez, az 1989-es A bérgyilkoshoz hasonlítható, a fehér galambokkal együtt. A fehér galambok a béke szimbólumai. Szintén a film végén látható motorcsónakos üldözés eredetileg Woo első amerikai filmjében, a Tökéletes célpontban lett volna látható.
Az ál/arcot viselő Archer és felesége közötti kórházi dialógus is sokat változott a forgatókönyvhöz képest. Cage eredetileg érzelemmentesen adta elő a jelenetet, de Woo azt mondta neki: Szeretném, ha sírnál., így másodjára Cage sírni kezdett. Abban a jelenetben, mikor Archer arcáról lekerül a kötés, és meglátja ellensége arcát a tükörben, a forgatókönyv szerint Nicolas Cage-nek csak dühösen be kellett volna hajtania a tükröt. Leforgatták ezt a változatot, de Cage-nek nem tetszett, ezért megkérdezte John Woo-tól, hogy kimondhatja-e, Basszátok meg!. A rendező beleegyezett, mire Cage üvöltözni kezdett, és ahogy a filmben látjuk, egy ruhafogassal betörte a tükröt. Az alakítás után Woo közölte Cage-dzsel, hogy elfelejtette bekapcsolni a kamerát. Cage nem bánta, ezért ismét megcsinálta a jelenetet.
A filmben 63 ember hal meg.

## Megjelenés
Az Ál/Arc bemutatója 1997. június 27-én volt és a nyitóhétvégén rögtön 23 millió dolláros bevételt hozott, majd az 1997-es év 11. legtöbbet hozó filmje volt az USA-ban és 14. az egész világon. Az Amerikai Egyesült Államokban 112 276 146 dollárt hozott, világszerte pedig 245 676 146 dollárt szedett össze.
Az Régió 1-es DVD-t 1998. október 7-én adták ki, ez volt az első filmek egyike, ami DVD-re jelent meg. A Tizedik Jubileumi Kiadást 2007. szeptember 11-én adták ki, szintén DVD-n, október 30-án pedig az Egyesült Államokban, HD-DVD-n. Az új DVD-s kiadás 7 kimaradt jelenetet, egy alternatív befejezést és több tucat extrát is tartalmaz.
A Blu-Ray változatot 2007-ben adták ki az Egyesült Királyságban, majd a következő évben az USA-ban, a Paramount Pictures forgalmazásában.

## Fogadtatás
A filmet szinte csak pozitívan értékelték a kritikusok, dicsérték a szerepcserés megoldást, valamint Travolta és Cage alakítását. Az Internet Movie Database-on  7,2 ponton áll, így jóval a középmezőny felett teljesített, a Rotten Tomatoes honlapon 93%-os "friss" értékelést kapott.
A filmet jelölték a  Oscar-on a Legjobb hang kategóriában, de  a Titanic című film nyerte meg ezt a díjat, az Ál/Arc a Legjobb hangvágás kategóriában kapta meg.
Szaturnusz-díjra jelölték  a Legjobb rendezés és forgatókönyv kategóriában, amit meg is nyert, valamint az MTV Movie Awards-on a Legjobb jelenet (a motorcsónakos üldözés) és a Legjobb páros (Travolta és Cage) kategóriában.